# Carpolestes
Carpolestes es un género extinto de mamífero, del orden de los Plesiadapiformes que vivió durante el Paleoceno Superior en América del Norte. Las tres especies de Carpolestes parecen pertenecer a un mismo linaje. Esto ocurre con la especie más antigua, C. dubius que es un ancestro de la especie tipo, C. nigridens, que a su vez es un ancestro de la especie más reciente, C. simpsoni.